# Kaltenbronn (Feuchtwangen)
Kaltenbronn ist ein Gemeindeteil der Stadt Feuchtwangen im Landkreis Ansbach (Mittelfranken, Bayern). Kaltenbronn liegt in der Gemarkung Aichenzell.

## Geografie
Das Dorf liegt am Überschlagbach, einem rechten Zufluss der Sulzach, der den Kaltenbronnweiher westlich des Orts und den Hofweiher südlich des Orts speist. 0,5 km nordwestlich liegt der Forlwald. Eine Gemeindeverbindungsstraße führt nach Heiligenkreuz (1,8 km südwestlich) bzw. zur Bundesstraße 25 (0,3 km östlich).

## Geschichte
Den Ort gibt es seit dem frühen 14. Jahrhundert.
Kaltenbronn lag im Fraischbezirk des ansbachischen Oberamtes Feuchtwangen. Im Jahr 1732 bestand der Ort aus zehn Anwesen (ein Halbhof mit Tafernwirtschaft, neun Halbhöfe) und einem Gemeindehirtenhaus. Die Dorf- und Gemeindeherrschaft und Grundherrschaft über alle Anwesen hatte das Kastenamt Feuchtwangen. An diesen Verhältnissen änderte sich bis zum Ende des Alten Reiches nichts. Von 1797 bis 1808 unterstand der Ort dem Justiz- und Kammeramt Feuchtwangen. 
Mit dem Gemeindeedikt (frühes 19. Jahrhundert) wurde Kaltenbronn dem Steuerdistrikt und der Ruralgemeinde Aichenzell zugeordnet. Im Zuge der Gebietsreform in Bayern wurde diese am 1. Januar 1972 nach Feuchtwangen eingemeindet.

### Baudenkmal
- Stiftsfeld: Flachsbrechhaus, Satteldachbau, teils massiv, wohl 19. Jahrhundert; 200 m außerhalb des Ortes Richtung Larrieden[10]

### Einwohnerentwicklung
| Jahr      | 001818 | 001840 | 001861 | 001871 | 001885 | 001900 | 001925 | 001950 | 001961 | 001970 | 001987 |
| Einwohner | 68     | 69     | 78     | 75     | 64     | 71     | 66     | 68     | 60     | 56     | 53     |
| Häuser    | 11     | 8      |        |        | 12     | 11     | 11     | 11     | 11     |        | 14     |
| Quelle    | [ 12 ] | [ 13 ] | [ 14 ] | [ 15 ] | [ 16 ] | [ 17 ] | [ 18 ] | [ 19 ] | [ 20 ] | [ 21 ] | [ 1 ]  |

## Religion
Der Ort ist seit der Reformation evangelisch-lutherisch geprägt und bis heute nach St. Johannis (Feuchtwangen) gepfarrt. Die Einwohner römisch-katholischer Konfession sind nach St. Ulrich und Afra (Feuchtwangen) gepfarrt.